# Датум
Датум је, у уобичајеном смислу, показатељ времена које је усмерено на дефинисање једног дана, углавном из грегоријанског календара. Датум се посебно користи за проналажење временског догађаја, уз сат, час. Грегоријански календар, који данас користи већина европских земаља, заснован је на земаљској години, односно на револуцији Земље око Сунца. Календар дели годину на дванаест месеци, укупно 365.дана (366.у преступној години).

## Коришћење

### Писма
У писмима датум се користи да би се назначио дан када је писмо написано.

### У информатици
У рачунарској науци датум се користи за означавање календарског дана у грегоријанском календару. Датум означава дан али може садржавати и сат, који се односи на временску зону. Многи рачунарски језици садрже интегрисану библиотеку софтвера који нуди одређене функционалности везане за датум; ово се посебно односи на Ц, Ц #, јаву и ПХП.

### У дипломатији
У дипломатији, током проучавања службених докумената, датум је узет у обзир као „датум-место“, односно означавања места на коме је акт састављен. Тренутна формула је : " Састављено у (место,град), дана (датум, у обрасцу: дан, месец, година) ". Овај начин датирања се користи искључиво због хронолошке индикације.

## Варијације по земљама
Постоје различити правни обрасци за означавање датума у зависности од земље:
| Једноставни облик               | Проширени облик                                           | Земља                                |
| ------------------------------- | --------------------------------------------------------- | ------------------------------------ |
| Дан / месец / година 09/02/2020 | Назив дана дан месец година Понедељак 09 фебруар 2020     | Француска, Велика Британија, Шпанија |
| Дан.месец.година 09.02.2020     | Назив дана дан месец година Понедељак 09 фебруар 2020     | Романдија                            |
| Дан.месец.година 09.02.2020     | Назив дана, дан. месец година Понедељак, 09. фебруар 2020 | Швајцарска, Немачка Србија           |
| Месец/дан/година 02/09/2020     | Назив дана, месец дан година Monday, february, 4-th, 2020 | Сједињене Америчке Државе            |
| Година/месец/дан 2020/09/02     | Назив дана, година месец дан (土曜日2008年05月24日)       | Кина, Јапан, Јужна Кореја            |

Постојање неколико поједностављених приказа датума отежава међународну трговину, посебно ако је година назначена само двоцифреним бројевима. Прорачунске таблице (на пример Екцел ) углавном нуди додатне потпуно шифриране и прилагодљиве формате који одговарају другим уобичајено заједничким употребама.

## Формат
Конкретном дану може бити додељен други номинални датум у складу са коришћеним календаром. Фактички стандард за записивање датума широм света је грегоријански календар, најшире коришћени грађански календар у свету. Многе културе користе религиозне календаре, као што су грегоријански (западни хришћански свет, н. е.), јулијански календар (источни хришћански свет, н. е.), јеврејски календар (јудаизам, AM), календари хиџре (ислам, АХ) или било који други од мноштва календара који се користе у свету. Царски календари (који бележе датум у годинама од почетка владавине монарха) такође се користе на неким местима за одређене сврхе.
У већини календарских система датум се састоји од три дела: (нумерисани) дан месеца, месец и (нумерисана) година. Такође могу постојати додатни делови, као што је дан у недељи. Године се рачунају од одређене почетне тачке, назване епохом, при чему ера означава временски интервал од те епохе. Датум без године се такође може назвати датумом или календарским датумом (на пример, „23. април“, а не „23. април 2025. године“). Тако је он или скраћеница за тренутну годину, или одређује дан годишњег догађаја као што је рођендан 31. маја или Божић 25. децембра. Број дана између датума можете израчунати ручно. Такође постоје посебни калкулатори. Ако израчунавате дужину интервала између два датума ручно, морате узети у обзир преступне године.

## Стандарди
Постоји неколико стандарда који одређују формате датума:
- Стандард ISO 8601 Елементи података и формати размене[11] – Размена информација – Представљање датума и времена одређује ГГГГ-ММ-ДД (разделници нису обавезни, али је дозвољено користити само цртице), где су све вредности нумеричке фиксне дужине, али такође допушта ГГГГ-ДДД, где је ДДД редни број дана у години[12], на пример, 2001–365.
- RFC 3339 Датум и време на Интернету: временске ознаке одређују формат ГГГГ-ММ-ДД, тј. одређени подскуп параметара дозвољених ISO 8601[13].
- Формат интернет-порука RFC 5322 одређује дан, месец и годину, где је дан једна или две цифре, месец је трословна скраћеница месеца, а година је четвороцифрена[14].